# Karlshamns och Sölvesborgs valkrets
Karlshamns och Sölvesborgs valkrets var vid riksdagsvalen till andra kammaren 1866–1881 en egen valkrets med ett mandat. Valkretsen, som omfattade Karlshamns och Sölvesborgs städer men inte den omgivande landsbygden, utvidgades i andrakammarvalet 1884 till Karlshamns, Sölvesborgs och Ronneby valkrets efter att Ronneby återfått sina stadsrättigheter.

## Riksdagsmän
- Sven Hellerström (1867–1869)
- Carl Berg (1870–1871)
- Frans Dahl (1872)
- Wilhelm Lothigius (1873–1875)
- Edvard Meyer (1876–1877)
- Frans Dahl (1878–1881)
- Ernst Meyer, c-h 1883–1884 (1882–1884)